# Nicolas Pasquin
Pour les articles homonymes, voir Paquin.
Nicolas Pasquin (5 avril 1648 – 16 décembre 1708) est le premier ancêtre des lignées des Paquin à être venu s'établir en Nouvelle-France en 1672. Il a été un pionnier en Nouvelle-France (maintenant Québec, Canada), un menuisier et l'ancêtre de presque tous les Paquin en Amérique du Nord. Né en 1648 à la Poterie, Normandie, Nicolas était le fils de Jean Pasquin et de Renée Frémont de la Poterie, Pays de Caux, Normandie, France.

## Vie en Nouvelle-France
Nicolas quitta la France au printemps de 1672 en direction de la Nouvelle-France pour débarquer à Québec pendant l'été de la même année. Il travailla pendant trois ans pour le sieur de la Bouteillerie, à la seigneurie de la Rivière-Ouelle. 
Par la suite, Nicolas s'engagea à la fabrique de Château-Richer, près de Québec. Là, il rencontra sa future femme, Marie-Françoise Plante. Marie-Françoise était la fille du sieur Jean Plante et de Marie-Françoise Boucher. Elle était une des premières enfants de famille française à voir le jour en Nouvelle-France. Elle naquit le 27 janvier 1655, à Château-Richer. 
Nicolas et Marie-Françoise se marièrent le 18 novembre, 1676 à l'église Notre-Dame-de-la-Visitation, en la Paroisse de Château-Richer. Notons que ce mariage fut grandement célébré puisque les Plante connaissaient beaucoup de gens dans la colonie, y ayant passé une bonne partie de leur vie. De plus, la famille Plante comptait un grand nombre de ses membres en ce pays et tous étaient présents à cet heureux événement.
Suivant leur mariage, les deux époux élurent domicile à la Côte-de-Beaupré, à Château-Richer et Nicolas continua de travailler à la fabrique pendant un certain temps.

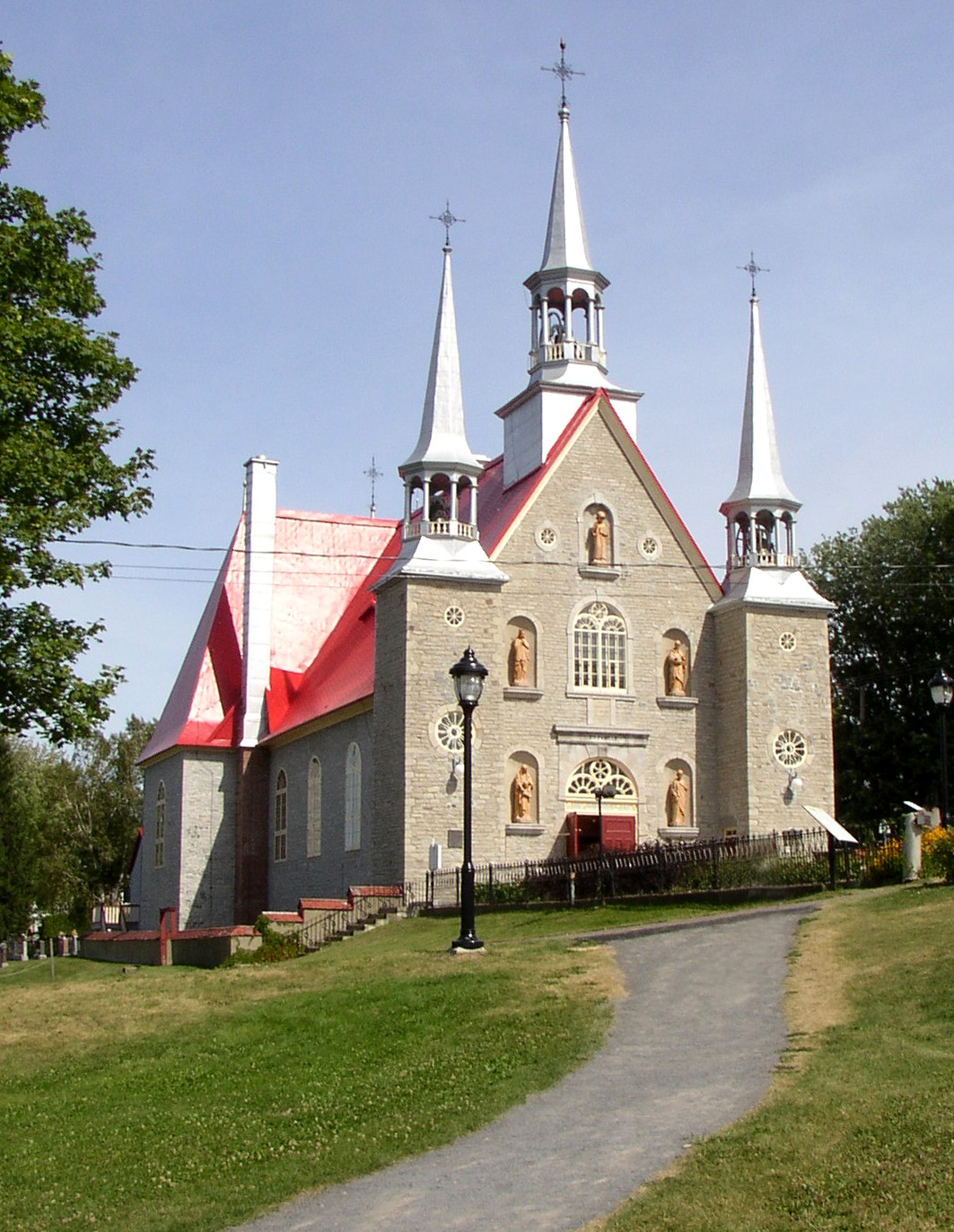
Église de Sainte-Famille

Dès la première année de leur mariage, Marie-Françoise accoucha de son premier enfant qu'elle prénomma Nicolas, tout comme son mari. En 1678, Marie-Françoise donna naissance au deuxième enfant du couple qu'ils prénommèrent Geneviève. En cette même année, Nicolas acheta une terre sur l'Île d'Orléans, en la paroisse de Sainte-Famille. Cette terre, il l'acheta d'un dénommé Jean Moreau. Comparativement aux soldats et aux laboureurs qui ne gagnaient que soixante livres par année de travail, Nicolas en gagnait cent cinquante livres, donc Nicolas gagnait plus que le double du salaire moyen de ce temps.
Notons que cette terre au cadastre de la Nouvelle-France, dans la paroisse de Sainte-Famille de l'Île d'Orléans, porte le numéro 11. Au cadastre actuel cette terre se situe au numéro 231 à 233, soit la dernière habitation de la paroisse de la Sainte-Famille en se dirigeant vers la paroisse Saint-Pierre.
Les Paquin semblent avoir été des habitants prospères en cette époque de la colonisation. Bien qu'il cultivait une grande terre et qu'il s'autosuffisait sur bien des plans, Nicolas continuait toujours d'offrir ses services de Maître-menuisier pour ainsi s'assurer d'éviter les périodes de disettes. 
En 1693, Nicolas fut hospitalisé à l'Hôtel-Dieu de Québec et on en ignore la raison.
Malgré leurs nombreuses responsabilités familiales, Nicolas et Marie-Françoise s'impliquaient dans la communauté. Par exemple, en cette même année de 1698, lorsque le comité d'aide aux pauvres fut fondé à l'Île d'Orléans, c'est Nicolas qui fut nommé directeur des passants. C'est lui qui s'occupait de ceux qui sollicitaient la charité des paroissiens. Son épouse, Marie-Françoise et trois de ses compagnes furent chargées de recueillir les aumônes. 
En 1700, le seigneur de la Bouteillerie, pour lequel Nicolas s'était engagé à travailler en 1672, lui devait encore 180 livres de salaire et Nicolas en fit don verbalement à sa paroisse de Sainte-Famille. Ainsi, l'église put se faire rembourser cet argent qui était dû à Nicolas, par le Sieur de la Bouteillerie. En échange, la paroisse s'engagea à faire dire annuellement quatre messes pour le repos de l'âme de Nicolas, de son épouse et de leurs enfants suivant leurs morts.
Ce fut le 10 octobre 1705 que Marie-Françoise et Nicolas assistèrent au premier mariage d'un de leurs enfants, Nicolas II. Ce dernier épousa Marie-Anne Perreault. Il était alors déjà établi dans la seigneurie de M. Deschambault depuis 1702.

## Décès
Le 12 juin 1708, ce fut au tour de Marie de se marier. Elle épousa Jean-Baptiste Marcotte, à l'église de la paroisse Sainte-Famille, à l'île d'Orléans. Nicolas Paquin décéda le 16 décembre 1708, à l’âge de soixante ans, probablement usé par le travail. Il avait accompli lui aussi son devoir de bon chrétien en travaillant à la sueur de son front, de l'aube jusqu'à la noirceur, toute sa vie durant. 
Suivant le décès de Nicolas, ce fut le gendre Marcotte, marié en cette même année avec Marie Paquin, qui se fit le soutien de sa belle-mère et le soutien de la famille Paquin, encore jeune. À la mort de Nicolas, la plupart des enfants étaient encore à la maison. Donc, Marie-Françoise dû terminer l'éducation de ses quatre enfants mineurs, en partageant sa maison avec sa fille Marie et son gendre Jean-Baptiste Marcotte.

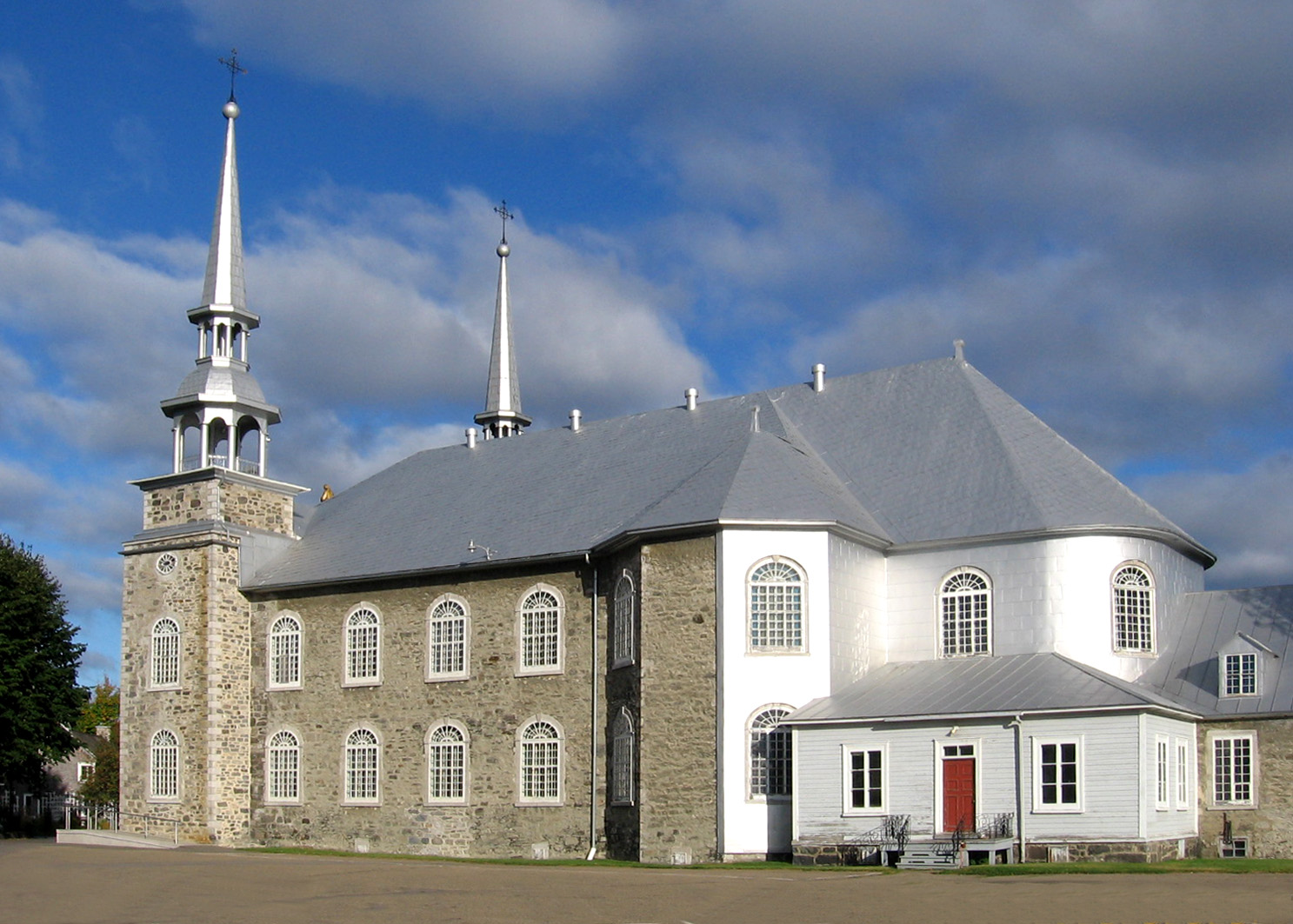
Église de Déchambault

Le vingt-trois juillet 1711 fut un grand jour pour la famille Paquin puisqu'en ce jour il y eut un double mariage des deux filles de Marie-Françoise, soit Marie-Madeleine et Geneviève. Marie-Madeleine avait vingt et un ans et elle épousa Jacques Perrault. Geneviève, pour sa part, avait vingt-trois ans et elle épousa Jean-François Naud. Les deux filles iront s'établir à Deschambault, seigneurie où leurs maris possèdent déjà chacun une terre. 
Marie-Françoise n'avait plus que deux enfants sous sa charge, soit Marie-Anne et Jean-Baptiste. Elle pouvait maintenant aider Marie, sa fille en lui prêtant main-forte avec ses propres filles. Ensemble Marie et Marie-Françoise élevèrent les trois filles de l'union de Marie et Jean-Baptiste Marcotte.
En 1720, alors qu'elle n'avait que seize ans, Marie-Anne épousa Pierre Groleau, un habitant de Deschambault, qu'elle avait probablement rencontré lors d'une de ses visites en cette seigneurie pour aller y voir ses sœurs et son frère Nicolas qui y étaient déjà établis depuis un certain temps. Jean-Baptiste, le benjamin de la famille avait alors dix-neuf ans et travaillait sur la terre familiale. Donc nous pouvons dire que Marie-Françoise avait fini d'élever tous ses enfants, à cette époque.
Marie-Françoise, la veuve de Nicolas mourut le 18 avril 1726 et elle fut inhumée en la paroisse de Sainte-Famille, à l’île d'Orléans. Elle lui avait donc survécu dix-huit ans. Peu de temps après la mort de sa mère, Jean-Baptiste, tout comme ses sœurs et son frère, alla s'établir dans la seigneurie de Deschambault. Il s'y maria en 1731 avec Marguerite Chapelain.
Nicolas Paquin et Marie-Françoise, le couple souche de cette lignée des Paquin, eurent une vie mouvementée par les divers événements de la vie courante, mais autrement ils eurent une vie paisible.

## Famille

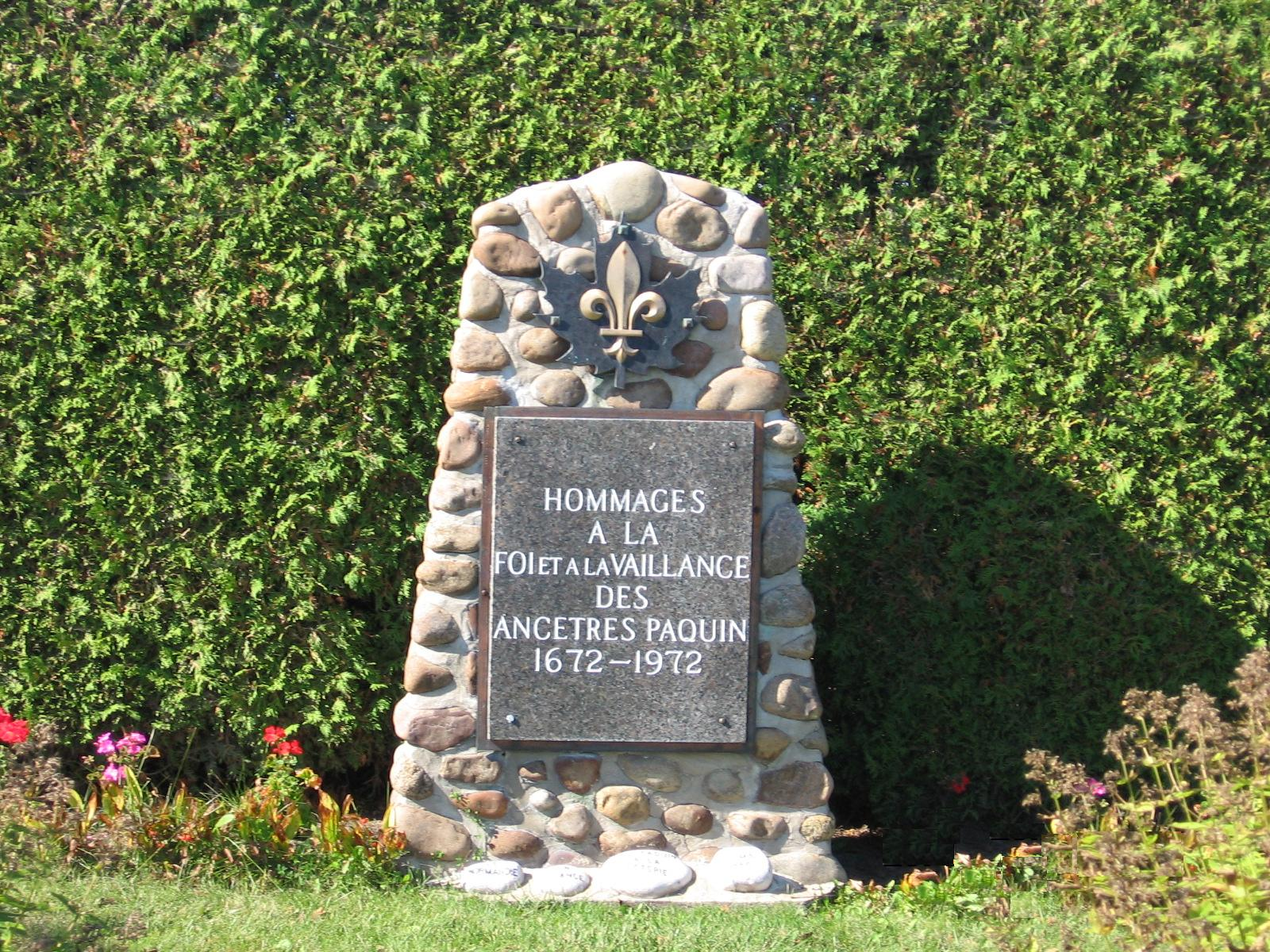
Monument dédié aux ancêtres Paquin

Les enfants de Nicolas et Marie-Françoise :
- Marguerite : Née le 1er janvier 1677. Décédée le 10 janvier 1677.
- Nicolas II : Né en 1677. Il épousa Marie-Anne Perreault le 10 octobre 1705. Veuf de Marie-Anne Perreault, il épousa Marie-Thérèse Groleau en 1720, à Deschambault. Il décéda le 12 avril 1731, à Deschambault.
- Geneviève : Née en 1678. Elle épousa Jean-François Naud, un bourgeois, le 23 juillet 1711 dans la paroisse de Sainte-Famille à l'Île d'Orléans.
- Marie : Née le 5 décembre 1679. Elle décéda le 10 décembre 1679. Elle était âgée de 5 jours.
- Marie : Née le 18 novembre 1680. Elle épousa Jean-Baptiste Marcotte le 12 juin 1708 dans la paroisse de Sainte-Famille à l'Île d'Orléans.
- Gatien : Né le 26 avril 1683. Il décéda le 6 mai 1683. Il était âgé de 11 jours.
- Antoine : Né le 18 avril 1684.
- Jean : Né le 23 août 1686. Il mourut le 15 novembre 1688.
- Geneviève : Née le 9 octobre 1688.
- Marie-Madeleine : Née le 10 décembre 1690. Elle épousa Jacques Perrault le 23 juillet 1711.
- Marie-Anne : Elle épousa Pierre Groleau, en 1720. Ils vécurent à Deschambault.
- Louis : Né le 30 avril 1693. Il décéda le 19 avril 1703. Il était âgé de 10 ans.
- Jean-Baptiste : Né le 15 mai 1701. Il épousa Marguerite Chapelain le 4 février 1731[10],[11],[12].

## Variations du nom
En France, l'épellation "Pasquin" est toujours utilisée.
Au Canada, le s a été abandonné et l'épellation est devenu "Paquin".
Aux États-Unis, il y a deux variations "Paquin" et "Pacquin". 

## Descendants notables

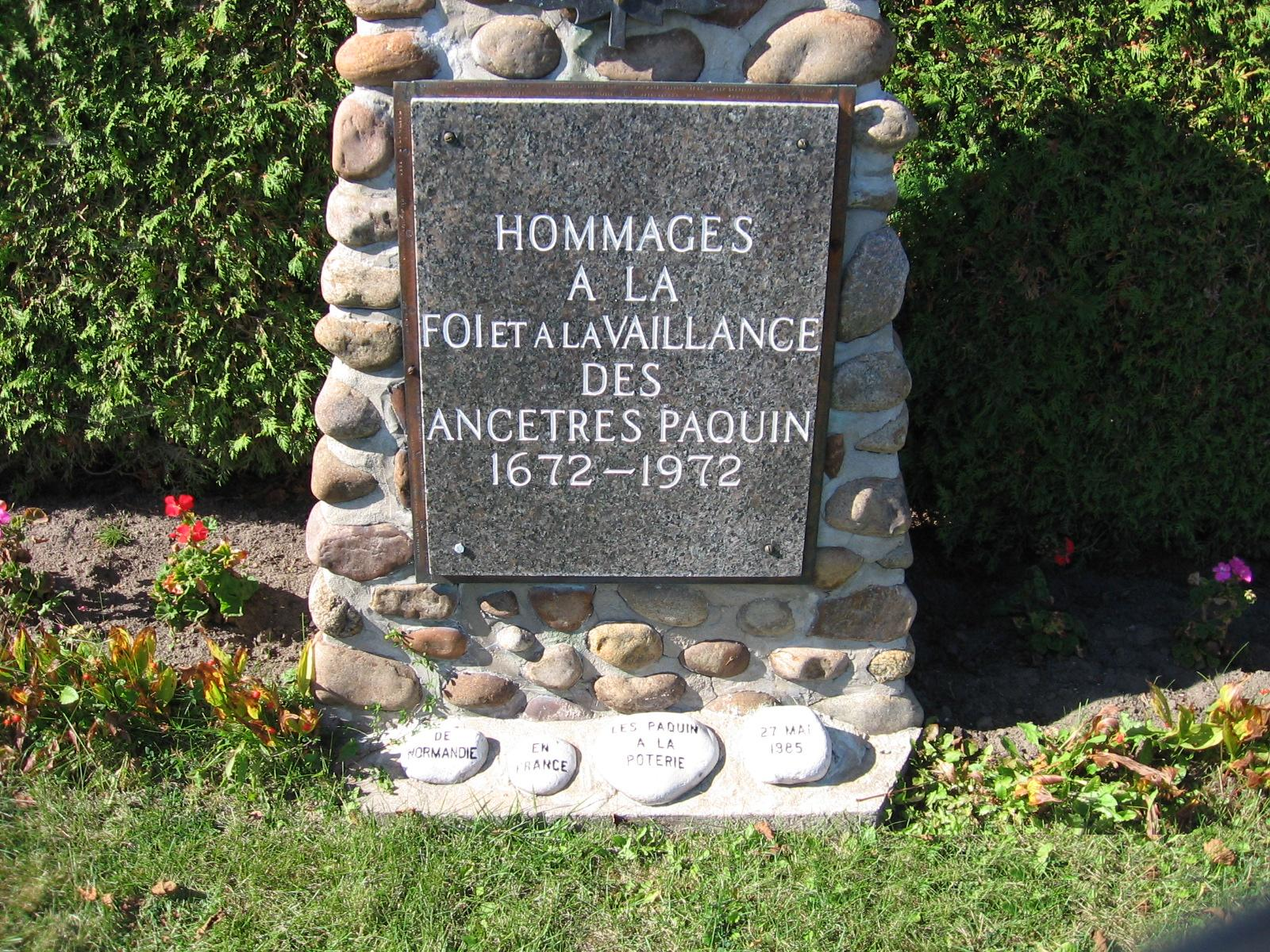
Monument dédié aux familles Paquin

- Anna Paquin (née en 1982), actrice néo-zélandaise-canadienne.
- Laurent Paquin (né en 1971), humoriste canadien.
- Marie-Thérèse Paquin (1905-1997), pianiste canadienne.
- Maurice Paquin (né en 1947), humoriste et chansonnier canadien.
- Patricia Paquin (née en 1968), personnalité de la télévision canadienne.
- Rémi-Pierre Paquin, acteur canadien contemporain.
- Stéphane Paquin (né en 1975), historien canadien.
- Sonia del Rio, danseuse de ballet espagnol et de flamenco.
- Gilles Paquin, ancien journaliste à la presse